# 쉐어 더 비전
"쉐어 더 비전"은 2011년에 개봉한 대한민국의 단편영화이다.

## 캐스팅
- 이병헌 : 현민 역
- 이수경 : 민경 역
- 배수빈 : 승철 역
- 조원희 : 선재 역
- 김진근 : 최 전무 역
- 최세림 : 영호 역
- 김아영 : 바텐더 역
- 고인배 : 현민 투자사 사장 역
- 윤명진 : 상대팀 레이스 선수 역
- 조현길 : 승철 투자사 사장 역
- 마이클 엉거 : 외국계 투자사 사장 역
- 이태훈 : 레이싱장 장내 아나운서 역